# Herbert Freundlich
Herbert Max Finlay Freundlich (ur. 28 stycznia 1880 w Charlottenburgu, zm. 30 marca 1941 w Minneapolis) – niemiecki fizykochemik znany z badań procesów zachodzących na granicach faz, w tym adsorpcji (izoterma Freundlicha, izoterma Langmuira-Freundlicha, uogólniona izoterma Freundlicha), członek honorowy Chemical Society i członek zagraniczny Royal Society. Był starszym bratem Erwina Freundlicha (astronoma).

## Życiorys
Był najstarszym dzieckiem przemysłowca, Fredricha Philippa Ernsta Freundlicha, i Ellen (Nellie) z domu Finlayson, pochodzącej ze Szkocji. Matka ojca była Żydówką, jednak ojciec, poślubiając Ellen Finlayson, wybrał protestantyzm i wszystkie ich dzieci były baptystami. Wkrótce po narodzeniu syna rodzina zamieszkała w Wiesbaden-Biebrich, gdzie ojciec został dyrektorem odlewni żelaza.
Nad Renem Herbert Freundlich spędził – z młodszymi braćmi i siostrami – dzieciństwo i młodość. Jako najstarszy brat był przywódcą rodzeństwa, energicznie organizującym wspólne uprawianie jego pasji: obserwacje przyrody (głównie entomologicznych) i chóralne odtwarzanie jego własnych kompozycji muzycznych (był też uzdolnionym pianistą). Uczył się w szkole podstawowej w Biebrich (1886–1892), a następnie w humanistycznym gimnazjum w Wiesbaden. W tym okresie interesował się literaturą niemiecką i grecką. Otrzymał świadectwo dojrzałości w roku 1898.
W wieku 19 lat rozpoczął studia na Uniwersytecie Ludwika i Maksymiliana w Monachium, a następnie studiował chemię na Uniwersytecie w Lipsku u Wilhelma Ostwalda, przyszłego laureata Nagrody Nobla w dziedzinie chemii (1909). Po ukończeniu studiów był od roku 1903 asystentem Ostwalda (chief assistant i private assistant), a następnie – w roku 1911 – otrzymał stanowisko profesora chemii fizycznej w Technische Hochschule w Brunszwiku.
W czasie I wojny światowej wiedza dotycząca procesu adsorpcji pozwoliła Freundlichowi znaleźć skuteczne adsorbenty do masek przeciwgazowych, stosowanych dla ochrony żołnierzy przed działaniem broni chemicznej. Jego wkład docenił Fritz Haber, który kierował wówczas pracami w tej dziedzinie. Po wojnie umożliwił Freundlichowi podjęcie pracy w fizykochemicznym Instytucie im. Cesarza Wilhelma w Dahlem. W latach 1919–1933 laboratorium Freundlicha stało się światowym centrum teoretycznych badań w dziedzinie koloidów i fizykochemii powierzchni międzyfazowych. Freundlich – podobnie jak F. Haber – wiązał nauki podstawowe ze stosowanymi, zajmując się różnymi procesami technologicznymi, w tym wzbogacaniem rud przez flotację oraz produkcją farb olejnych i detergentów.
Nasilający się w III Rzeszy antysemityzm dotknął również Freundlicha, który w roku 1933 opuścił Niemcy. Od 1934 był członkiem zagranicznym Królewskiej Holenderskiej Akademii Sztuk i Nauk. Przez pięć lat prowadził badania w University College London, wspierany przez Imperial Chemical Industries. W roku 1938 został członkiem honorowym Chemical Society, a w roku 1939 członkiem zagranicznym Royal Society. W ostatnich dwóch latach życia zajmował stanowisko profesora badawczego (special research professorship) w Uniwersytecie Minnesoty. Zmarł w Minnesocie z powodu zakrzepicy naczyń wieńcowych.

## Zakres badań naukowych i publikacje

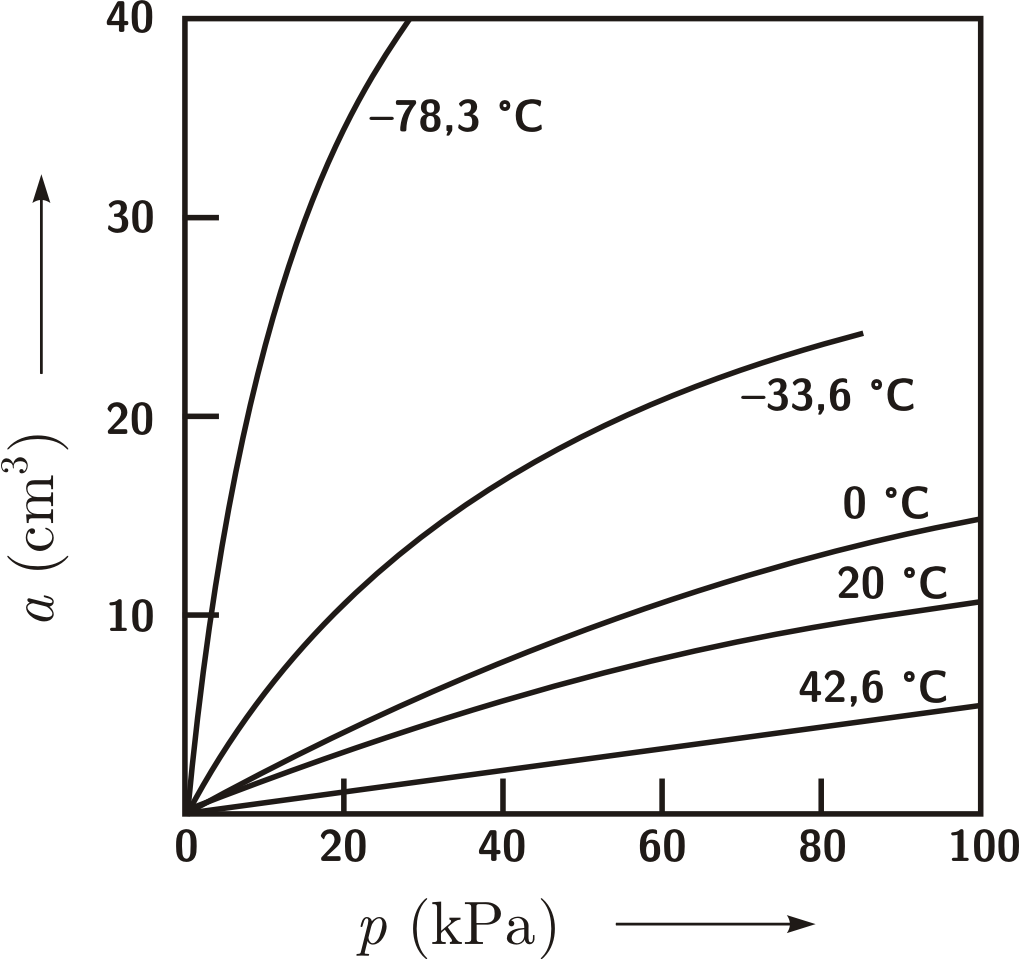
Izotermy Freundlicha: adsorpcja CO na węglu aktywnym w różnych temperaturach

Wśród największych dokonań Freundlicha są wymieniane prace dotyczące flokulacji koloidalnych dyspersji przez elektrolity oraz zjawisk związanych z powstawaniem potencjału elektrokinetycznego „zeta” (zjawiska elektrokinetyczne). Publikował też wyniki badań czynników zmieniających lepkość koloidów, zjawiska tiksotropii, wpływu ultradźwięków na stabilność emulsji. Zwracał uwagę na znaczenie zasad fizykochemii koloidów w układach biologicznych.
Opublikował (wybór według archive.org):
- 1909 – Kapillarchemie[5]
- 1925 – The Elements Of Colloidal Chemistry[6]
- 1926 – New Conceptions In Colloidal Chemistry[7]

oraz wiele innych opracowań naukowych.

## Życie rodzinne
Freundlich ożenił się niedługo po I wojnie światowej. Jego żona, podobnie jak on sam, była utalentowaną pianistką.